# Ruedi Noser
Ruedi Noser (Glarus, 14 april 1961) is een Zwitsers ondernemer en politicus voor de Vrijzinnig-Democratische Partij.De Liberalen (FDP/PLR) uit het kanton Zürich.

## Biografie
Van mei 1999 tot november 2003 zetelde Ruedi Noser in de Kantonsraad van Zürich. In 2003 werd hij verkozen in de Nationale Raad, waar hij zetelde van 1 december 2003 tot 7 december 2015. Bij de Zwitserse federale parlementsverkiezingen van 2015 geraakte hij evenwel verkozen in de Kantonsraad, met herverkiezing in 2019. In 2023 kwam hij niet meer op.